# LATAM Airlines Paraguay
Transportes Aéreos del Mercosur S.A., bekend als LATAM Airlines Paraguay en voorheen TAM Paraguay, is de nationale luchtvaartmaatschappij van Paraguay. De maatschappij is een dochteronderneming van de LATAM Airlines Group en voert vluchten uit binnen Zuid-Amerika vanaf haar hub op de luchthaven van Asunción.

## Geschiedenis

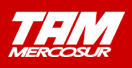
Logo tussen 1998 en 2008

LATAM Airlines Paraguay werd als Líneas Aéreas Paraguayas opgericht op 17 november 1962. Op 1 september 1996 kocht Aerolíneas Paraguayas, een dochteronderneming van TAM Linhas Aéreas, 80% van de aandelen. Hierdoor fuseerden de maatschappijen en werd de naam TAM - Transportes Aéreos del Mercosur. Ruim een maand later, op 6 oktober 1996, werd de maatschappij verkocht aan TAM Linhas Aéreas.
In mei 2016 werd de naam weer veranderd naar LATAM Airlines Paraguay vanwege de fusie van LAN Airlines en TAM Linhas Aéreas tot de LATAM Airlines Group. Naast de LATAM Airlines Group met 94,98% van de aandelen heeft de Paraguayaanse overheid 5,02% van de aandelen in de luchtvaartmaatschappij.

## Vloot

### Huidige vloot
LATAM Paraguay voert vluchten uit met eigen vluchtnummers in toestellen van zowel LATAM Brasil als LATAM Chile. De vloot van LATAM Paraguay bestaat uit de volgende toestellen (augustus 2024):
| Type            | In dienst | Orders | Opmerkingen                             |
| --------------- | --------- | ------ | --------------------------------------- |
| Airbus A320neo  | 1         | —      | CC-BHG                                  |
| Airbus A320-200 | 5         | —      | CC-BAJ, CC-BAK, PR-MAK, PR-MHM & PR-MHR |
| Totaal          | 6         | —      |                                         |

### Voormalige vloot

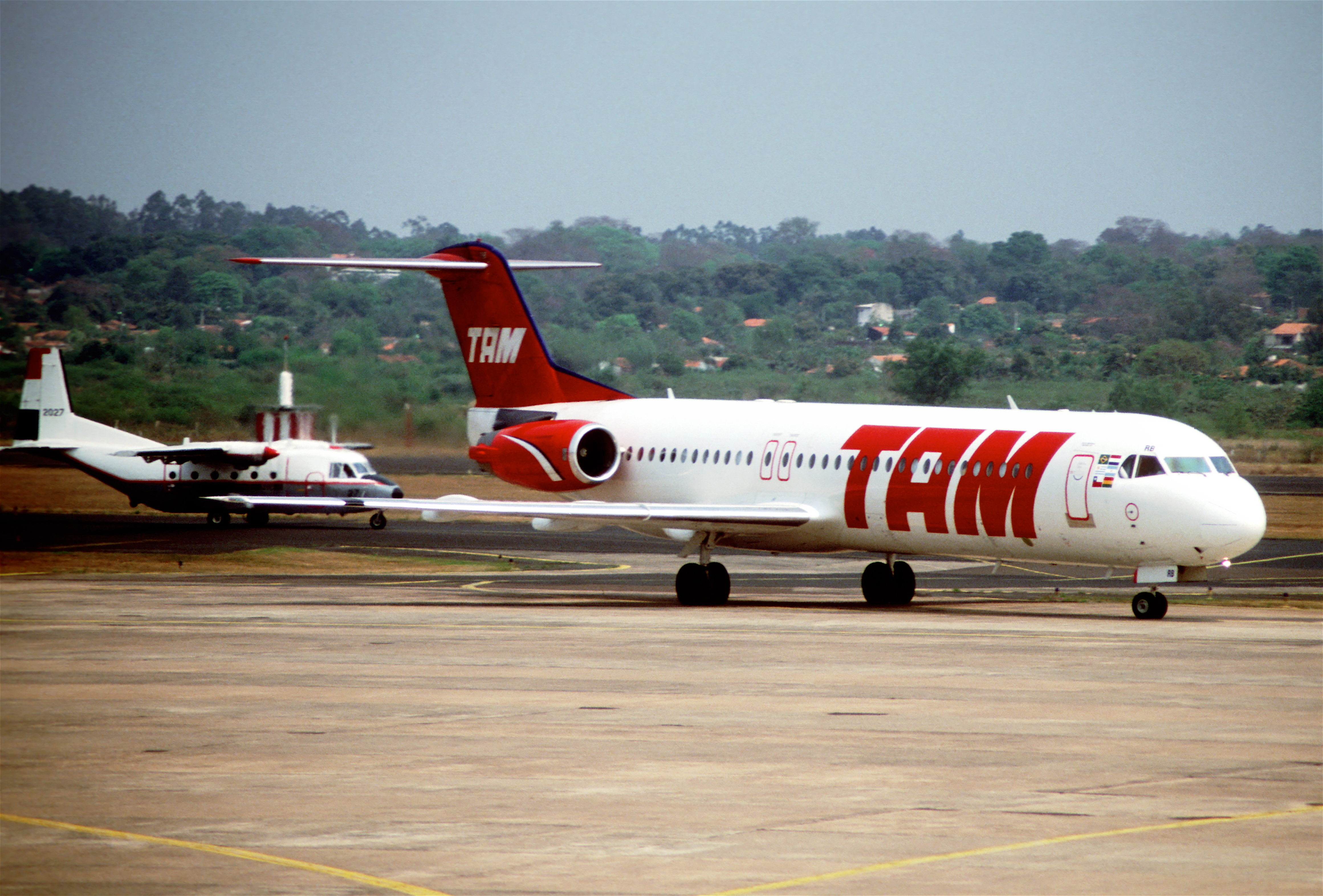
Een voormalige Fokker 100 van TAM Mercosur

De vloot van LATAM Paraguay bestond ook uit de volgende toestellen:
| Type                      | Aantal | In dienst | Uitgefaseerd | Opmerkingen |
| ------------------------- | ------ | --------- | ------------ | ----------- |
| Airbus A320-200           | 1      | 2006      | 2016         | PR-MAY      |
| Cessna 208B Grand Caravan | 2      | 1993      | 2007         |             |
| Fokker 100                | 5      | 1996      | 2010         |             |

## Bestemmingen
LATAM Paraguay vliegt naar de volgende bestemmingen (augustus 2024):
| Land     | Stad      | Luchthaven                                     | Opmerkingen |
| -------- | --------- | ---------------------------------------------- | ----------- |
| Brazilië | São Paulo | Aeroporto Internacional de São Paulo-Guarulhos |             |
| Chili    | Santiago  | Aeropuerto Internacional Arturo Merino Benítez |             |
| Paraguay | Asunción  | Aeropuerto Internacional Silvio Pettirossi     | hub         |
| Peru     | Lima      | Aeropuerto Internacional Jorge Chávez          |             |

### Codeshare-overeenkomsten
LATAM Paraguay heeft codeshare-overeenkomsten met de volgende maatschappijen:
- Paranair[8]

## Incidenten en ongevallen
- Op 26 oktober 2022 vertrok een Airbus A320-200 (reg. CC-BAZ) van LATAM Airlines Paraguay vanuit Santiago naar Asunción. Vlucht 1325 kreeg te maken met slecht weer en moest uitwijken naar Foz do Iguaçu in Brazilië.[9] Na drie uur te hebben gewacht op de luchthaven met alle passagiers nog aan boord vertrok het toestel wederom naar Asunción.[10] Het toestel kreeg te maken met slecht weer en de neus en motoren van het toestel raakten zwaar beschadigd. Na de noodlanding raakte niemand gewond.[11]